# Katherine Anne Porter
Katherine Anne Porter (15 de maio de 1890, Indian Creek, Texas—18 de setembro de 1980, Silver Spring, Maryland) foi uma jornalista, ensaísta, romancista e ativista política estadunidense, galardoada com o Prémio Pulitzer de Ficção. Conhecida por sua agudeza de espírito, suas obras lidam com temas sombrios tais como traição, morte e a origem do mal humano.

## Citação
- | “ | O mal desencadeia uma luta terrível. E ele sempre vence no final. | ” |

## Prêmios e honrarias
- 1966 - Prémio Pulitzer de Ficção por The Collected Stories of Katherine Anne Porter (1965)
- 1966 - National Book Award por The Collected Stories of Katherine Anne Porter (1965)
- 1967 - Gold Medal Award for Fiction (The American Academy of Arts and Letters)
- Três indicações para o Prêmio Nobel em Literatura
- 2006 - Porter foi retratada num selo postal dos EUA. Foi a 22ª pessoa a ser representada na série de selos sobre Arte Literária.[1]

## Obras

### Contos
- Maria Concepcion, 1922
- The Martyr, 1923
- Virgin Violeta, 1924
- He, 1927
- Magic, 1928
- Rope, 1928
- Theft, 1929
- The Jilting of Granny Weatherall, 1930 (filmado em 1980)
- The Cracked-Looking-Glass, 1932
- Hacienda, 1934
- The Downward Path to Wisdom, 1939
- The Leaning Tower, 1941
- The Source, 1944
- The Journey, 1944
- The Witness, 1944
- The Circus, 1944 (filmado em 1990)
- The Last Leaf, 1944
- A Day's Work, 1944
- The Grave, 1944
- The Old Order, 1958
- The Fig Tree, 1960 (filmado em 1987)
- Holiday, 1960
- A Christmas Story, 1967

### Coletâneas
- Flowering Judas and Other Stories, 1930
- The Leaning Tower and Other Stories, 1944
- The Old Order: Stories of the South, 1955
- The Collected Stories of Katherine Anne Porter, 1965

### Noveletas
- Old Mortality, 1937
- Noon Wine, 1937 (telefilme em 1966 e 1985)
- Pale Horse, Pale Rider, 1939 (telefilme (GB, 1964)

### Romance
- Ship of Fools, 1962

### Ensaios
- "The Necessary Enemy", 1948
- "The Future is Now", 1950
- "The Days Before", 1952
- "The Never-Ending Wrong", 1977
- "The Charmed Life", 1942